# Montgardin
Montgardin är en kommun i departementet Hautes-Alpes i regionen Provence-Alpes-Côte d'Azur i sydöstra Frankrike. Kommunen ligger  i kantonen La Bâtie-Neuve som ligger i arrondissementet Gap. År 2022 hade Montgardin 481 invånare.

## Befolkningsutveckling
Antalet invånare i kommunen Montgardin
Referens:INSEE

## Galleri

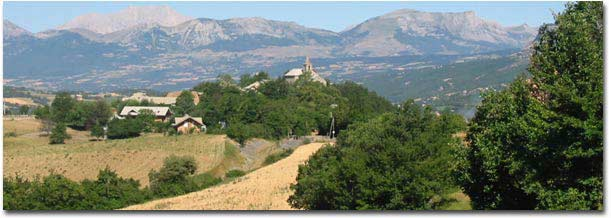
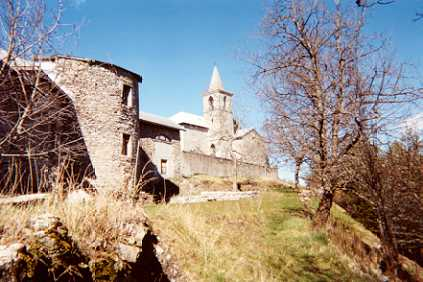